# Languià
| Període                                                        | Sèrie    | Estage       | Edat (Ma)  |
| -------------------------------------------------------------- | -------- | ------------ | ---------- |
| Quaternari                                                     | Plistocè | Gelasià      | més recent |
| Neogen                                                         | Pliocè   | Plasencià    | 3,6        |
| Neogen                                                         | Pliocè   | Zanclià      | 5,333      |
| Neogen                                                         | Miocè    | Messinià     | 7,246      |
| Neogen                                                         | Miocè    | Tortonià     | 11,63      |
| Neogen                                                         | Miocè    | Serraval·lià | 13,82      |
| Neogen                                                         | Miocè    | Languià      | 15,97      |
| Neogen                                                         | Miocè    | Burdigalià   | 20,44      |
| Neogen                                                         | Miocè    | Aquitanià    | 23,03      |
| Paleogen                                                       | Oligocè  | Catià        | més antic  |
| Subdivisió del període Neogen segons IUGS, el juliol del 2009. |          |              |            |

El Languià o Langhià és un estatge faunístic del Miocè i, concretament, del Miocè mitjà. Comprèn el període entre fa 15,97 ± 0,05 milions d'anys i fa 13,65 ± 0,05 milions d'anys. Fou definit per M. F. Pareto el 1864, basant-se en material de la zona de Langhe, a la Itàlia septentrional.

## Fauna
- Primera aparició del cetaci Isocetus depauwi en el registre fòssil.